# Klebsiella oxytoca
Klebsiella oxytoca es una especie Gram-negativa de bacteria, redondeadas, estrechamente relacionadas con K. pneumoniae, de la que se distingue por ser indol positiva; y por tener ligeras diferencias en relación con los medios en que puede crecer, siendo capaz de multiplicarse en melecitosa, y no en 3-hidroxibutirato. Es una bacteria patógena que puede ocasionar infección y enfermedad en humanos.

## Enfermedad en humanos
La Klebsiella oxytoca, es un germen que se aísla en raras ocasiones en casos de bacteriemia, a diferencia de su pariente Klebsiella pneumoniae que es causa frecuente de enfermedad en humanos. La mayor parte de las infecciones por Klebsiella oxytoca son infecciones urinarias o de vías biliares, en muchas ocasiones son infecciones polimicrobianas o adquiridas en el hospital, especialmente en pacientes diabéticos, tratados con antibióticos anteriormente o que presentan alguna enfermedad previa de gravedad.

## Usos industriales
K. oxytoca se ha mostrado prometedora en la producción industrial de combustible etanol.